# 唯物論
唯物論（ゆいぶつろん、英: materialism、独: Materialismus）は、観念や精神、心などの根底的なものは物質であると考え、それを重視する考え方。物質主義とも言う。「マテリアリズム（materialism）」の和訳例は主に「唯物論」と「物質主義」とがあり、より詳細には
- 「(精神より物質を重んじる)物質主義，実利主義」[1]
- 哲学的な「唯物論[主義]」[1]

とに訳し分けられている。
対義語は唯心論（スピリチュアリズム〔spiritualism〕・メンタリズム〔mentalism〕・アイデアリズム〔idealism〕）、観念論（アイデアリズム・スピリチュアリズム）、理想論（アイデアリズム）などであり、精神・観念・理想のほうが根源的で、物質はそれらの働きから派生したと見る。

## 概説
唯物論は、文脈に応じて様々な形をとるが、主なものに以下のようなものがある。
世界の理解については、唯物論の系譜にあるものとして原子論と呼ばれる立場がよく知られている。これは原子などの物質的な構成要素とその要素間の相互作用によって森羅万象が説明できるとする考え方で、場合によっては、森羅万象がそのような構成要素のみから成っているとする考え方である。非物質的な存在を想定したり、時にそのような存在が物質や物理現象に影響を与えるとする二元論や、物質の実在について否定したり、物質的な現象を観念の領域に付随するものとする観念論の立場と対立する。→経験論、現象学も参照のこと
生物や生命の理解に関しては、生命が物質と物理的現象のみによって説明できるとする機械論があり、生気論と対立する。また、生物が神の意志や創造行為によって産み出されたとする創造論を否定し、物質から生命が誕生し、進化を経て多様な生物種へと展開したとする、いわゆる進化論の立場も、唯物論の一種と考えられることがある。例えば、ソ連の生化学者アレクサンドル・オパーリンが唱えた化学進化説はその典型である。
歴史や社会の理解に関しては、科学的社会主義（=マルクス主義）の唯物史観（史的唯物論）が特によく知られている。理念や価値観、意味や感受性などの、精神的、文化現象が経済や科学技術など物質的な側面によって規定（決定ではないことに注意）されるとする立場をとる。また、社会の主な特徴や社会変動の主な要因は、経済の形態やその変化によって規定される、とする。

## 唯物論の歴史
インドにおける唯物論とは一般にチャールヴァーカおよびローカーヤタ（順世）を指しており、彼らの著作としては8世紀後半の『タットヴァ・ウパプラヴァ・シンハ』が残るのみであるが、他にバラモン哲学や仏教やジャイナ教の諸文献に、彼らの思想内容への言及やそれに対する批判が数多く残されている。それらの資料から推察するにその批判は、真の実在は地・水・火・風の四元素のみだとし、身体や感覚器官なども四元素の集合に対して人為的に名称をつけたまでである、とし、知覚のみが唯一確かなpramana（認識手段）であるとし、人が目指し得る最高の目的は解脱でも天界でもなく、ただ現世における最大限の快楽に尽きる、との主張に基づくものであった。
「唯物論」と言う呼び名は、17世紀西欧に遡る。17世紀末、ライプニッツは、すべての実体を物体的なものであるとするエピクロスにならう者たちを『materialistes』と呼び、デモクリトス主義者やホッブスの名をあげ、不敬を醸成する者たちとした。同時に、自然学において目的因を認めない機械論的哲学や原子論を、敬虔であろうとする姿勢にとって危険なものとした。
古代ギリシャ哲学において、レウキッポスの原子論を承けたデモクリトスは、決定論的原子論を展開した。知覚・思考を含めて万物を原子論的に説明したと伝えられている。宗教批判と快楽主義で知られるエピクロスは、経験主義的立場からデモクリトスの決定論を緩和した理論を展開した。彼らの著作は断片しか残らず、ディオゲネス・ラエルティオス著『哲学者列伝』、ルクレティウスの哲学詩『事物の本性について』が、後世に概要を伝えた。これらの著作は、ルネッサンス期にラテン語に翻訳され、哲学に新風を吹き込むものとして西欧知識人の間で受け入れられた。
17世紀、フランスの哲学者ガッサンディは、キリスト教と融和を図ったエピクロス的原子論を展開する。イギリスの哲学者ホッブスは『リヴァイアサン』を著し、生命を物体的なものとし、国家もまた人によって作られた人工的人間に過ぎないとして、政治・社会を論じ、ローマ・カトリック教会を批判した。
18世紀、自然科学の進展により目的因による説明は衰退する。啓蒙時代、フランス唯物論の系譜が生れる。生理学的知見の増加を背景にして、思考なども脳の働きとして説明できるとするラ・メトリは、『人間機械論』を著した。またディドロらは『百科全書』を企画し、教条的・キリスト教的学問体系に抗して、知識を経験主義的に関連付ける立場を採った。その後、エルヴェシウス『精神論』、ドルバック『自然の体系』等が、こうした思想を詳述した。
19世紀、ドイツの哲学者ヘーゲルは、唯心論も唯物論も共に事態の一面を見ているに過ぎないとし、感覚も類的性質を持ち生理学のみでは解けないとした。その後、ヘーゲル学派は宗教にたいする見方をめぐって分裂し、フォイエルバッハは、ヘーゲルを批判して、神性とは人類の本質の反照であるとする唯物論を展開した。フォイエルバッハの現実的人間主義の立場を受け継いだマルクスとエンゲルスは、従来の人間機械論的あるいは生理学的な唯物論はその時代に制約されたものであったとして、ヘーゲルの弁証法を継承した唯物論を展開した。これを弁証法的唯物論という。19世紀は後に「科学の世紀」と呼ばれるほどの自然科学の発達した時代であり、K・モレスコット(1871～95)、J・フォークト(1822-93)、ルートヴィヒ・ビューヒナーらは、自然科学的な知のみを体系化することによって哲学は不要になると主張するようになった。他方、弁証法的唯物論の立場をとったソビエト科学アカデミーは、モレスコットらの生理学的な唯物論は浅薄で俗流の唯物論であると結論づけた。
日本では、西欧思想の紹介・導入時期には、「物質学」「実質学」と訳されていた。19世紀後半、精神主義的思想の確立を図る者たちによって “唯物論” という訳語が定着される。社会主義的・共産主義的思想に随伴したものではない本格的論考は、20世紀、第1次世界大戦後、私費留学生たちが帰国するようになってのち、現れるようになった。1932年に結成された唯物論研究会において、戸坂潤らは物質を基底的とする唯物論を唱えた。しかしながら戦時色が強まった1938年2月12日、唯物論研究会は解散。同会機関誌『唯物論研究』は同年3月号をもって廃刊となった。

## 通念としての「唯物論」
マルクス主義がその理論の基盤に唯物論を置いていることもあり（史的唯物論）、ヨーロッパ（イタリアなど）やアメリカの人々の多くや、日本の伝統的な人々のなかには、「唯物論＝マルクス主義」あるいは「唯物論＝社会主義」ととらえ、唯物論＝"資本主義陣営の敵"であるかのような反応を示すことが少なからずあるが、唯物論とマルクス主義・社会主義の間の結びつきは必然的なものではない。「唯物論者かつ社会主義者」もいれば、「唯物論者かつ資本主義者」もおり、「唯心論の（非マルクス主義的な）社会主義者」もありうる。